# Falling Up
Falling Up (conocida en Australia como The Golden Door) es una película de 2009 de comedia romántica que fue lanzada directo a vídeo a finales de 2009 o principios de 2010 dependiendo de la región.

## Sinopsis
El estudiante de enfermería Henry O'Shea renuncia a la escuela debido a la muerte de su padre y obtiene un trabajo como portero en Nueva York. Allí se siente atraído por una de las residentes del edificio, Scarlett Dowling, para gran disgusto de su madre.

## Elenco
- Joseph Cross como Henry O'Shea.
- Sarah Roemer como Scarlett Dowling.
- Snoop Dogg como Raul.
- Rachael Leigh Cook como Caitlin O' Shea.
- Claudette Lali como Mercedes.
- Joe Pantoliano como George.
- Mimi Rogers como Meredith.
- Annette O'Toole como Grace O' Shea.
- Daniel Newman como Jake Weaver.
- Samuel Page como Buck.
- Frankie Shaw como Gretchen.
- Gordon Clapp como Colin O'Shea.
- Jim Piddock como Phillip Dowling.
- Peter Jason como John O'Shea.
- Ajay Naidu como Paco.